# Komlódy Márk
Komlódy Márk (Székesfehérvár, 1998. június 7. –) magyar színész.

## Életpályája
Székesfehérváron született. Középiskolásként a Székesfehérvári Vörösmarty Színházban kezdett el ismerkedni a színészet alapjaival. Ezt követően két évig tanult a Pesti Magyar Színiakadémián, majd szerepet kapott a zalaegerszegi Kvártélyház Szabadtéri Színház, valamint a Pesti Magyar Családi- és Ifjúsági Színház produkcióiban. 2019-2024 között a Kaposvári Egyetem színész szakán tanult. 2024-től a debreceni Csokonai Színház tagja.

## Színházi szerepei

### Csokonai Színház
- Nincstelenek – fiú
- Névtelen csillag – Grig
- Cyber Cyrano – Máté
- Ördögök – Satov
- Alice Csodaországban – Hernyó
- Woyzeck – Andres
- Tündér Lala – Simon, a sas
- Oliver! – Svindlikirály
- Liliom

## Filmes- és televíziós szerepei
- Marsra magyar! (2023) ...Földes Béla "Szasza"